# Maina Sage
Pour les articles homonymes, voir Sage (homonymie).
Maina Sage, née le 10 mai 1975 à Papeete (Polynésie française), est une femme politique française, membre du Tapura huiraatira et députée de la Polynésie française à l'Assemblée nationale de 2014 à 2022. Elle succède à Édouard Fritch lors d'une élection partielle et est élue pour un plein mandat lors des élections législatives de 2017.

## Biographie
Spécialisée en marketing et communication, son parcours se fait aussi à travers le milieu associatif notamment sportif. Son premier engagement politique a lieu aux côtés de Jean-Christophe Bouissou, lors des élections municipales de Faaa, en 2001. Elle intègre par la suite le cabinet du ministère du Logement, du Travail, de l'Aménagement et de l'Urbanisme. 
Après les évolutions politiques de mai 2004 en Polynésie française, elle quitte temporairement la sphère publique pour se lancer à son compte en tant que consultante en communication. En décembre 2005, elle soutient le nouveau parti politique Rautahi, créé par Jean-Christophe Bouissou. Le 29 décembre 2006, elle entre au gouvernement de la Polynésie française de Gaston Tong Sang comme ministre du Tourisme et de l'Environnement, jusqu'en septembre 2007. En 2008, elle est élue représentante à l’Assemblée de la Polynésie française. Réélue en mai 2013, elle préside la commission de l'économie et des finances, jusqu'à son élection en tant que députée en juin 2014.
Candidate du Tahoeraa huiraatira aux élections législatives partielles en 2014 dans la 1re circonscription de Polynésie convoquées pour pourvoir au remplacement d'Édouard Fritch, président de l'Assemblée de la Polynésie française, elle remporte la majorité absolue des suffrages dès le premier tour le 14 juin 2014, mais la faible participation ne permet pas de valider l'élection et impose l'organisation d'un second tour le 28 juin à l'issue duquel elle est élue avec 58 % des voix. À la suite de son élection, elle se bat avec ses collègues polynésiens pour le retour de l'État aux dotations essentielles en faveur du Régime de solidarité de la Polynésie (perdue depuis 2007, retrouvée en 2015 pour trois ans), et pour le rétablissement de la Dotation globale d'autonomie à sa dotation initiale.  En marge des actions de reconnaissance pour les victimes des 193 essais nucléaires réalisés en Polynésie entre 1966 et 1996, elle s'engage pour la non-prolifération des armes nucléaires en cosignant la demande de référendum et la proposition de loi Quéré en faveur de leur abolition. En 2016, elle défend la prorogation des outils d'aides à l'investissement à 2025 ainsi que la création d'un mécanisme de type Fonds vert pour les projets d'atténuation et d'adaptation aux changements climatiques en outre-mer. 
Elle rejoint à sa fondation en février 2016 le parti politique autonomiste Tapura Huiraatira, fondé par Fritch, devenu entre-temps président de la Polynésie française. Le 3 juin 2017, elle arrive largement en tête au premier tour des élections législatives de 2017 dans sa circonscription, près de 20 points devant le candidat de Tahoeraa huiraatira,. 
Au cours de ce nouveau mandat de députée, elle intervient fin 2017 par voie d'amendement au projet de loi de finances de 2018 pour préserver le « fonds vert » pour  les outre-mer. Fin octobre 2017, elle soutient également les amendements de Charles de Courson qui relaie à l'Assemblée nationale, avec des députés LR, un amendement portant sur la fiscalité des entrepôts et fourni par le Medef et la Confédération des petites et moyennes entreprises. Membre de la commission des lois, elle contribue aussi à la création et la mise en œuvre du Tribunal Foncier de Polynésie française  et facilite les sorties d'indivision successorale, par de nouveaux amendements portés en janvier 2018 sur la proposition de loi de Serge Letchimy. Elle soutient à plusieurs reprises le rallongement des délais de prescription des faits d'agression sexuelle de 20 à 30 ans, enfin obtenu dans l'article 1 de la loi de Marlène Schiappa, mais vote contre l'article 2 de la même loi. Elle propose la création du premier groupe d'étude à vocation internationale de l'Assemblée nationale « France-Île du Pacifique ». Ce groupe, qu'elle préside, a pour objet de renforcer les liens entre l'Assemblée et les différents parlements de ces États-îles afin d'évoquer des sujets transversaux économiques, culturels et surtout environnementaux. Elle représente la Polynésie à différents événements internationaux tels que la COP 23  en novembre 2017, et en mai 2018 en Nouvelle-Calédonie lors du dialogue sur le climat organisé pendant la visite du président Macron en mai 2018. Enfin, elle dirige la mission parlementaire destinée à la gestion des risques climatiques majeurs en zone littorale dans l'Hexagone et l'Outremer. La mission, dont le rapporteur est le député Yannick Haury, doit rendre ses travaux à l'automne 2018.
Lors de la pandémie de Covid-19, elle est la première patiente déclarée en Polynésie française.  Elle a notamment rencontré le ministre de la Culture Franck Riester lui même contaminé.
Elle quitte le groupe UDI en septembre 2020 et rejoint le groupe Agir ensemble.